# Eerste klasse 1931-32 (voetbal België)
Het seizoen 1931/32 van de Belgische Eerste klasse begon op 6 september 1931 en eindigde op 10 april 1932. Het was het 32e officiële seizoen van de hoogste Belgische voetbalklasse. De officiële benaming destijds was Division d'Honneur of Eere afdeeling. De competitie telde 14 clubs.
De Antwerpse club Liersche SK, die nog maar vijf jaar in de hoogste afdeling speelde, en tot dan toe een middenmoter was, pakte zijn allereerste landstitel, met een puntje voorsprong op uittredend kampioen Antwerp FC.

## Gepromoveerde teams
Deze teams waren gepromoveerd uit de Eerste afdeeling voor de start van het seizoen:
- Racing Gent (kampioen in Eerste afdeeling) promoveerde na 1 seizoen terug naar Eere Afdeeling.
- FC Turnhout (tweede in Eerste afdeeling) promoveerde na 6 seizoenen in Eerste Afdeeling voor het eerst naar Eere Afdeeling.

## Degraderende teams
Deze teams degradeerden naar Eerste afdeeling op het eind van het seizoen:
- Tubantia FAC
- FC Turnhout

## Clubs
Volgende veertien clubs speelden in 1931/32 in Eerste Klasse. De nummers komen overeen met de plaats in de eindrangschikking:
| # kaart | Stam- nummer | Club                | Plaats                | Stadion                    | # seiz. 1e klasse |
| ------- | ------------ | ------------------- | --------------------- | -------------------------- | ----------------- |
| 1       | 30           | Liersche SK         | Lier                  | Lisperstadion              | 5e                |
| 2       | 1            | Antwerp FC          | Deurne, Antwerpen     | Bosuilstadion              | 31e               |
| 3       | 10           | Union Sint-Gillis   | Vorst                 | Dudenpark                  | 26e               |
| 4       | 2            | Daring Club Brussel | Sint-Jans-Molenbeek   | Oscar Bossaertstadion      | 24e               |
| 5       | 28           | Berchem Sport       | Berchem, Antwerpen    | Het Rooi                   | 10e               |
| 6       | 12           | Cercle Brugge       | Brugge                | Edgard De Smedtstadion     | 28e               |
| 7       | 13           | Beerschot AC        | Antwerpen             | Olympisch Stadion          | 26e               |
| 8       | 11           | Racing Gent         | Gent                  | Emmanuel Hielstadion       | 16e               |
| 9       | 16           | Standard Luik       | Luik                  | Sclessin                   | 16e               |
| 10      | 25           | Club Mechelen       | Mechelen              | Achter de Kazerne          | 7e                |
| 11      | 3            | Club Brugge         | Brugge                | De Klokke                  | 29e               |
| 12      | 24           | Racing Mechelen     | Mechelen              | Antwerpsesteenweg          | 14e               |
| 13      | 64           | Tubantia FAC        | Borgerhout, Antwerpen | terrein in het Rivierenhof | 2e                |
| 14      | 148          | FC Turnhout         | Turnhout              | ?                          | 1e                |

## Eindstand
|   |    |                     | P  | W  | G  | V  | +  | -  | DS  | Ptn |
| - | -- | ------------------- | -- | -- | -- | -- | -- | -- | --- | --- |
| K | 1  | Liersche SK         | 26 | 16 | 5  | 5  | 86 | 51 | 35  | 37  |
|   | 2  | Antwerp FC          | 26 | 15 | 6  | 5  | 74 | 44 | 30  | 36  |
|   | 3  | Union Sint-Gillis   | 26 | 13 | 3  | 10 | 51 | 48 | 3   | 29  |
|   | 4  | Daring Club Brussel | 26 | 9  | 10 | 7  | 59 | 53 | 6   | 28  |
|   | 5  | Berchem Sport       | 26 | 9  | 9  | 8  | 55 | 44 | 11  | 27  |
|   | 6  | Cercle Brugge       | 26 | 11 | 5  | 10 | 60 | 57 | 3   | 27  |
|   | 7  | Beerschot AC        | 26 | 9  | 8  | 9  | 48 | 44 | 4   | 26  |
|   | 8  | Racing Gent         | 26 | 11 | 4  | 11 | 55 | 57 | -2  | 26  |
|   | 9  | Standard Luik       | 26 | 11 | 4  | 11 | 71 | 74 | -3  | 26  |
|   | 10 | Club Mechelen       | 26 | 11 | 3  | 12 | 57 | 53 | 4   | 25  |
|   | 11 | Club Brugge         | 26 | 8  | 8  | 10 | 41 | 50 | -9  | 24  |
|   | 12 | Racing Mechelen     | 26 | 9  | 6  | 11 | 52 | 67 | -15 | 24  |
| D | 13 | Tubantia FAC        | 26 | 8  | 3  | 15 | 51 | 74 | -23 | 19  |
| D | 14 | FC Turnhout         | 26 | 4  | 2  | 20 | 45 | 84 | -39 | 10  |

P: wedstrijden gespeeld, W: wedstrijden gewonnen, G: gelijke spelen, V: wedstrijden verloren, +: gescoorde doelpunten, -: doelpunten tegen, DS: doelsaldo, Ptn: totaal punten
K: kampioen, D: degradatie

## Topscorers
| Scorer              | Goals | Team                | Land   |
| ------------------- | ----- | ------------------- | ------ |
| Bernard Delmez      | 26    | Liersche SK         | België |
| Joseph Van Beeck    | 24    | Antwerp FC          | België |
| Jean Brichaut       | 22    | Standard Luik       | België |
| Raymond Desmedt     | 21    | Daring Club Brussel | België |
| Bernard Voorhoof    | 21    | Liersche SK         | België |
| Jean Capelle        | 20    | Standard Luik       | België |
| Florent Lambrechts  | 20    | Antwerp FC          | België |
| Francois Vande Mert | 19    | Club Mechelen       | België |
| Guillaume Ulens     | 19    | Antwerp FC          | België |
| Gustaaf De Keyser   | 19    | Liersche SK         | België |

1895/96 · 1896/97 · 1897/98 · 1898/99 · 1899/00 · 1900/01 · 1901/02 · 1902/03 · 1903/04 · 1904/05 · 1905/06 · 1906/07 · 1907/08 · 1908/09 · 1909/10 · 1910/11 · 1911/12 · 1912/13 · 1913/14 · 1914/15 · 1915/16 · 1916/17 · 1917/18 · 1918/19 · 
1919/20 · 1920/21 · 1921/22 · 1922/23 · 1923/24 · 1924/25 · 1925/26 · 1926/27 · 1927/28 · 1928/29 · 1929/30 · 1930/31 · 1931/32 · 1932/33 · 1933/34 · 1934/35 · 1935/36 · 1936/37 · 1937/38 · 1938/39 · 1939/40 · 1940/41 · 1941/42 · 1942/43 · 1943/44 · 1944/45 · 1945/46 · 1946/47 · 1947/48 · 1948/49 · 1949/50 · 1950/51 · 1951/52 · 1952/53 · 1953/54 · 1954/55 · 1955/56 · 1956/57 · 1957/58 · 1958/59 · 1959/60 · 1960/61 · 1961/62 · 1962/63 · 1963/64 · 1964/65 · 1965/66 · 1966/67 · 1967/68 · 1968/69 · 1969/70 · 1970/71 · 1971/72 · 1972/73 · 1973/74 · 1974/75 · 1975/76 · 1976/77 · 1977/78 · 1978/79 · 1979/80 · 1980/81 · 1981/82 · 1982/83 · 1983/84 · 1984/85 · 1985/86 · 1986/87 · 1987/88 · 1988/89 · 1989/90 · 1990/91 · 1991/92 · 1992/93 · 1993/94 · 1994/95 · 1995/96 · 1996/97 · 1997/98 · 1998/99 · 1999/00 · 2000/01 · 2001/02 · 2002/03 · 2003/04 · 2004/05 · 2005/06 · 2006/07 · 2007/08 · 2008/09 · 2009/10 · 2010/11 · 2011/12 · 2012/13 · 2013/14 · 2014/15 · 2015/16 · 2016/17 · 2017/18 · 2018/19 · 2019/20 · 2020/21· 2021/22 · 2022/23 · 2023/24 · 2024/25